# Nicandro Breeveld
Nicandro Breeveld (* 7. Oktober 1986 in Paramaribo, Suriname) ist ein surinamesischer Fußballspieler. Der defensive Mittelfeldspieler spielte viele Jahre in Rumänien.

## Karriere
Die Karriere von Breeveld begann im Jahr 2006 beim FC Omniworld in der niederländischen Eerste Divisie. Mit dem Team platzierte er sich stets in der unteren Tabellenhälfte. Nach zwei Jahren wechselte er zum Ligakonkurrenten Stormvogels Telstar. In der Saison 2008/09 zog er mit seiner Mannschaft als Periodensieger in die Play-offs ein, schied dort jedoch in der ersten Runde aus.
Im Jahr 2010 verpflichte der rumänische Erstligist Astra Ploiești Breeveld. Dort kam er in der Hinrunde der Saison 2010/11 nicht zum Einsatz und wechselte Anfang 2011 zu Jiul Petroșani in die Liga IV des Kreises Hunedoara. Am Saisonende stieg er mit Jiul in die Liga III auf. Daraufhin nahm ihn im Sommer 2011 Erstligist Gaz Metan Mediaș unter Vertrag. Dort wurde er sofort zur Stammkraft und sicherte sich mit seinem neuen Klub in der Spielzeit 2011/12 den Klassenerhalt. Zuvor hatte er zu Saisonbeginn in den Play-offs die Qualifikation zur Gruppenphase der Europa League verpasste. Nach einem zehnten Platz in der Saison 2012/13 wechselte er zu Ligakonkurrent Pandurii Târgu Jiu. Ein Jahr später holte ihn Rekordmeister Steaua Bukarest in die Hauptstadt. Dort konnte er in der Spielzeit 2014/15 das Double aus Meisterschaft und Pokalsieg gewinnen.
Im Sommer 2016 verließ Breeveld Steaua und wechselte zum Dibba al-Fujairah Club in die UAE Arabian Gulf League. Da dort nur vier Ausländer eingesetzt werden dürfen, verlor er während der Saison 2016/17 seine Spielberechtigung. Anfang 2017 wechselte er zu Omonia Nikosia in die zyprische First Division. 2018/2019 spielte er in Katar und war dann wieder in Rumänien am Ball.

## Erfolge
- Rumänischer Meister: 2015
- Rumänischer Pokalsieger: 2015